# Sergej Makoveckij
Sergej Vasil'evič Makoveckij (in russo Серге́й Васи́льевич Макове́цкий?; Kiev, 13 giugno 1958) è un attore russo.
È apparso in numerose pellicole russe come Pro urodov i ljudej e Il fratello grande (Brat 2). Dal 1998 è Artista del popolo della Federazione Russa.

## Filmografia

### Cinema
- Ėkipaž mašiny boevoj, regia di Vitalij Vasilevskij (1983)

- Polosa prepjactvij, regia di Michail Tumanišvili (1985)
- Zaveščanie, regia di Igor' Gostev (1986)
- Topinambury, regia di Valentin Kozačkov (1988)
- Posvjaščënnyj, regia di Oleg Tepcov (1989)
- Chernov/Chernov, regia di Sergej Jurskij (1990)
- Sukiny deti, regia di Leonid Filatov (1990)
- Prorva, regia di Ivan Dychovičnyj (1992)
- Rebënok k nojabrju, regia di Aleksandr Pavlovskij (1992)
- Patriotičeskaja komedija, regia di Vladimir Čotinenko (1992)
- Naš amerikanskij Borja, regia di Boris Bušmelev (1992)
- Malenkie čelovečki Bol'ševistskogo pereulka, ili Choču piva, regia di Andrey Malyukov (1993)
- Makarov, regia di Vladimir Čotinenko (1993)
- Trockij, regia di Leonid Marjagin (1994)
- Chorovod, regia di Vladimir Kučunskij (1994)
- Sole ingannatore (Utomlennye solncem), regia di Nikita Sergeevič Michalkov (1994)
- Pesa dlja passažira, regia di Vadim Jusupovič Abdrašitov (1995)
- Letnie lyudi, regia di Sergejbl Ursuljak (1995)
- Pribytie poezda, regia collettiva (1995) - (segmento "Trofim")
- Čërnaya vual, regia di Aleksandr Proškin (1995)
- Le Violon de Rothschild, regia di Edgardo Cozarinsky (1996)
- Novogodniye istorii, regia di Aleksandr Rogožkin (1996)
- Tre piccoli omicidi (Tri istorii), regia di Kira Muratova (1997)
- Zona przychodzi noca, regia di Aleksandr Černych (1997)
- Variazioni sull'anniversario della vittoria (Sochinenie ko Dnyu Pobedy), regia di Sergey Ursulyak (1998)
- Pro urodov i ljudej, regia di Aleksej Oktjabrinovič Balabanov (1998)
- Retro vtroёm, regia di Pëtr Todorovskij (1998)
- Russkij bunt, regia di Aleksandr Proškin (2000)
- Il fratello grande (Brat 2), regia di Aleksej Oktjabrinovič Balabanov (2000)
- Ty da ja, da my s toboj, regia di Aleksandr Veledinskij - cortometraggio (2001)
- Mechaničeskaja sjuita, regia di Dmitrij Meschiev (2002)
- Ključ ot spalni, regia di Ėl'dar Aleksandrovič Rjazanov (2003)
- Tretij variant, regia di Konstantin Khudyakov (2003)
- 72 metra, regia di Vladimir Čotinenko (2004)
- Žmurki, regia di Aleksej Oktjabrinovič Balabanov (2005)
- Mne ne bol'no, regia di Aleksej Oktjabrinovič Balabanov (2006)
- Karnavalnaja noč' 2, ili 50 let spustya, regia di Ėl'dar Aleksandrovič Rjazanov (2007)
- Nevaljaška, regia di Roman Kačanov (2007)
- Iskušenie, regia di Sergej Aškenazi (2007)
- 12, regia di Nikita Sergeevič Michalkov (2007)
- Russkaja igra, regia di Pavel Čuchraj (2007)
- Duska, regia di Jos Stelling (2007)
- Živi i pomni, regia di Aleksandr Proškin (2008)
- 2-Assa-2, regia di Sergej Aleksandrovič Solov'ëv (2008)
- Chudo, regia di Aleksandr Proškin (2009)
- Pop, regia di Vladimir Čotinenko (2009)
- Il sole ingannatore 2 (Utomlennye solcem 2), regia di Nikita Sergeevič Michalkov (2010)
- Het Meisje en de Dood, regia di Jos Stelling (2012)
- Večnoe vozvraščenie, regia di Kira Muratova (2012)
- Ch/B, regia di Evgeniy Shelyakin (2014)
- Verpaskungen, regia di Grigorij Dobrygin - cortometraggio (2014)
- Rohelised kassid, regia di Andres Puustusmaa (2017)
- Na Pariž!, regia di Sergej Sarkisov (2019)
- Podkidyš, regia di Sergej Vasilev (2019)
- Plast, regia di Stanislav Sapačёv (2022)

### Televisione
- Likvidatsia – miniserie TV, 14 episodi (2007)
- Zhizn i sudba – serie TV (2012)
- Rodina – serie TV, episodi 1x4-1x6 (2015)

## Doppiatori italiani
- Massimo Lodolo in Tre piccoli omicidi